# Ciprian Porumbescu
Ciprian Porumbescu (ur. jako Cyprian Gołęmbiowski 14 października 1853 w Șipotele Sucevei, zm. 6 lipca 1883 w Stupcy) – rumuński kompozytor, dyrygent, skrzypek i pianista pochodzenia polskiego.
Jest jednym z największych rumuńskich kompozytorów żyjących w XIX wieku. Skomponował muzykę Pe-al nostru steag e scris Unire, która została melodią hymnu Albanii „Hymni i Flamurit”. Porumbescu eksperymentował z różnymi formami muzycznymi, ale większość jego dzieł stanowią utwory operetkowe i chóralne.

## Życiorys
Urodził się w niezamożnej rodzinie Iraclie Gołęmbiowskiego, posiadającego polskie korzenie pisarza i księdza prawosławnego, który zmienił nazwisko na rumuńskie (w tłumaczeniu oznaczające to samo). Uczył się w szkołach muzycznych w Suczawie i Czerniowcach, a następnie podjął studia Konservatorium für Musik und darstellende Kunst w Wiedniu. Jego mentorami byli Anton Bruckner i Franz Krenn, a teorii muzyki uczył go Eusebius Mandyczewski. Powrócił w rodzinne strony i w Czerniowcach podjął pracę jako skrzypek, pianista, dyrygent, w tym czasie komponował. Pracę kontynuował w Wiedniu, a następnie w Braszowie, gdzie uczył śpiewu w rumuńskich szkołach. Tam też w latach 1873–1877 studiował teologię. Pisał wiersze, teksty i artykuły prasowe oraz aktywnie uczestniczył w życiu publicznym. Inspiracją dla wielu utworów byli wielcy rumuńscy wodzowie oraz folklor. Ciprian Porumbescu zmarł na gruźlicę w wieku 29 lat w Stupcy, której nazwa została w 1953 zmieniona na Ciprian Porumbescu.

## Twórczość
Pozostawił po sobie ponad 250 utworów, m.in.: Crai Nou, Pe-al nostru steag e scris Unire (O naszej fladze), Trei culori (Trzy kolory), Cântec de Primavară (Piosenka wiosenna), Serenada, Cântecul Gintei latine (Łacińska pieśń narodowa), La malurile Prutului (Na brzegu Prutu).